# فندق كمبينسكي مول الإمارات
 فندق كمبينسكي مول الإمارات هو فندق خمس نجوم في مدينة دبي، الإمارات العربية وهو ملاصق لكل من أول منحدر داخلي للتزلج على الثلج في الإمارات العربية المتحدة وواحد من أكبر مراكز التسوق خارج أمريكا الشمالية وهو مول الإمارات.[بحاجة لمصدر]

## الموقع
يقع فندق كمبينسكي مول الإمارات على شارع الشيخ زايد الجسر الرابع في منطقة البرشا. وهو ملاصق لمول الإمارات ومركز التزلج الداخلي. موقع الفندق يقع بين وسط مدينة دبي ومرسى دبي.

## لمحة تاريخية
بدأ البناء في عام 2005، مصمما من قبل شركة ويلسون أسوشيتس. وكانت ويلسون أسوشيتس في الدور النهائي لجائزة المفتاح الذهبية السنوية للدولة 27 للتميز في التصميم الضيافة. أبواب الفندق افتتحت لأول مرة في 6 نيسان 2006.

## الهيكل والتصميم الخارجي
فندق الخمس نجوم ذو ال 47,000 متر مربع (510,000 قدم2) ملاصق لواحد من أكبر مراكز التسوق في العالم ولأول مركز تزلج داخلي في الدولة. الفندق يتألف من 17 طابق، مع بركة سباحة خارجية في الطابق الثاني. للفندق مواقف تحت الأرض توفر مساحة واسعة لكل من الضيوف والزوار.
الفندق يدار بواسطة كمبنسكي.

## الغرف والأجنحة
يحتوي الفندق على 393 غرف وجناح بما في ذلك 15 شقة فندقية تطل على منحدر التزلج الداخلي.

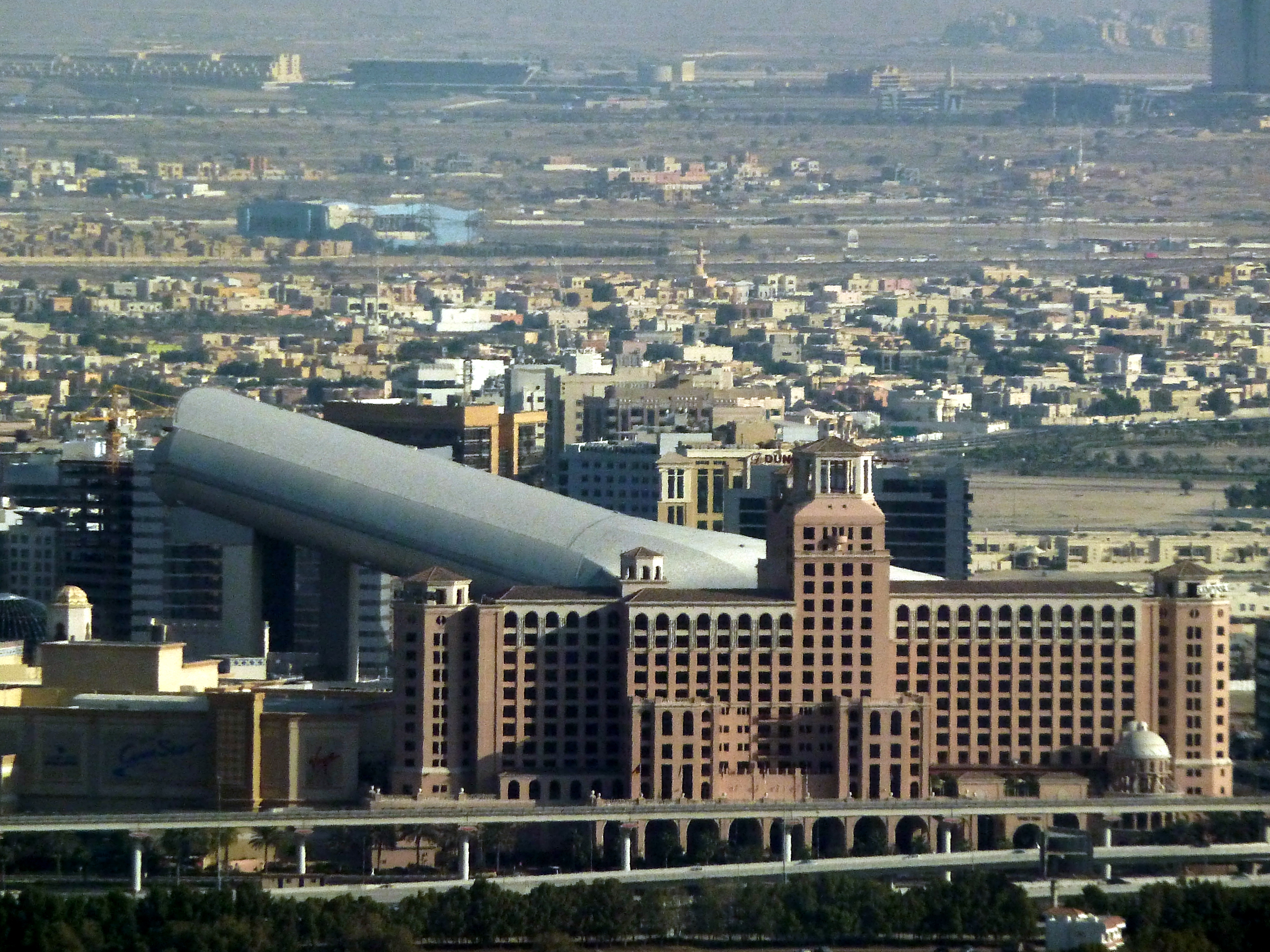
فندق كمبينسكي مول الإمارات

## مرافق الاجتماعات والمآدب
يضم الفندق 9 قاعات للحفلات والمؤتمرات, 4 غرف للاجتماعات ومناطق استراحة داخلية وخارجية في الطابق الثاني جانب مركز الأعمال، الذي يقدم خدمات واسعة لرجال الأعمال.
الفندق استضاف الدورة الثانية لما يسمى مناقشات دبي في 31 أيار 2011.

## روابط خارجية
- فندق كمبينسكي مول الإمارات